# Joust
Joust ("giostra" in inglese) è un videogioco arcade sviluppato dalla Williams Electronics e pubblicato nel 1982.
È un videogioco a piattaforme con grafica bidimensionale (2D). Il giocatore usa un pulsante e un joystick per controllare un cavaliere in sella a un uccello simile a uno struzzo in grado di volare. L'obiettivo è procedere attraverso differenti livelli sconfiggendo i cavalieri nemici che cavalcano delle poiane.
Il team di sviluppo era guidato da John Newcomer e comprendeva Bill Pfutzenrueter, Jan Hendricks, Python Anghelo, Tim Murphy, e John Kotlarik. 
Newcome voleva creare un gioco basato sul volo con la possibilità di avere due giocatori che cooperassero, ma voleva evitare il tema spaziale che era molto diffuso all'epoca.
Il gioco venne apprezzato per il suo gameplay e la meccanica di gioco ha influenzato videogiochi successivi, ad esempio Balloon Fight, creando un filone di varianti e imitazioni. Joust ha avuto un seguito tre anni dopo, Joust 2: Survival of the Fittest, ed è stato convertito su diverse piattaforme di gioco (da quelle domestiche a quelle portatili).
La Williams realizzò anche un flipper con il tema di Joust.

## Altri media
Nel mese di aprile del 2018, IDW Publishing ha annunciato l'arrivo di un gioco da tavolo basato sul videogioco.